# لوسيل ديكسون روبرتسون
لوسيل ديكسون روبرتسون (بالإنجليزية: Lucille Dixon Robertson)‏ هي عازفة الجاز أمريكية، ولدت في 23 فبراير 1923 في نيويورك في الولايات المتحدة، وتوفي بنفس المكان في 23 سبتمبر 2004.

## وصلات خارجية
- لوسيل ديكسون روبرتسون على موقع ميوزك برينز (الإنجليزية)
- لوسيل ديكسون روبرتسون على موقع أول ميوزيك (الإنجليزية)
- لوسيل ديكسون روبرتسون على موقع ديسكوغز (الإنجليزية)